# 西河公主 (唐朝)
西河公主（?—?），唐朝公主，是中国唐朝第十代皇帝唐顺宗李诵之女，生母不详。 
她初封武陵郡主。永贞元年（805年），进封西河公主。嫁给了唐德宗生母睿真皇后沈氏的侄孙、吴兴人沈翚，生有一子。沈翚去世后，西河公主改嫁升平公主和郭暧之子太子詹事郭铦。长庆三年（823年），郭铦(鎔)去世，无子嗣。唐懿宗咸通年间，西河公主去世。